# Nemopsis hexacanalis
Nemopsis hexacanalis is een hydroïdpoliep uit de familie Bougainvilliidae. De poliep komt uit het geslacht Nemopsis. Nemopsis hexacanalis werd in 1994 voor het eerst wetenschappelijk beschreven door Huang & Xu. 